# Konrad Bader
Konrad Bader (* 2. Dezember 1939 in Garmisch-Partenkirchen; † 7. April 2025 in Murnau am Staffelsee) war ein Brigadegeneral des Heeres der Bundeswehr. Zuletzt war er von 1991 bis 2000 Kommandeur der Fernmeldeschule und Fachschule des Heeres für Elektrotechnik in Feldafing und ab 1995 zugleich General der Fernmeldetruppe.

## Militärische Laufbahn

### Ausbildung und erste Verwendungen
Bader trat nach dem Abitur 1958 im Oktober in die Bundeswehr ein und absolvierte die Offizierausbildung zum Offizier des Truppendienstes der Fernmeldetruppe. Von 1960 bis 1967 war er S-2-Offizier (Militärisches Nachrichtenwesen) und S-1-Offizier (Personal) und anschließend bis 1970 Zugführer, Kompaniechef und Brigadefernmeldeführer.

### Dienst als Stabsoffizier
Von 1970 bis 1972 absolvierte Bader den 13. Generalstabslehrgang Heer an der Führungsakademie der Bundeswehr in Hamburg, wo er zum Offizier im Generalstabsdienst ausgebildet wurde.
Anschließend besuchte er einen Führungslehrgang am Canadian Land Force Command and Staff College in Kingston (Kanada). Es folgten Verwendungen als Generalstabsoffizier G 3 (Ausbildung) bei CENTAG und als G 3 einer Brigade. 1977 übernahm Bader die Führung über das Gebirgsfernmeldebataillon 8 in Murnau am Staffelsee bis 1979 und war anschließend bis 1983 G 1 (Personal) und Chef des Stabes der 1. Gebirgsdivision in Garmisch-Partenkirchen. Er wechselte 1983 zum Heeresamt in Köln, wo er Gruppenleiter Führerausbildung wurde.

### Dienst als General
1986 wurde Bader Brigadekommandeur der Panzergrenadierbrigade 30 in Ellwangen und war ab 1. April 1989 stellvertretender Divisionskommandeur der 1. Gebirgsdivision. Zum 1. Oktober 1991 wurde er Kommandeur der Fernmeldeschule und Fachschule des Heeres für Elektrotechnik in Feldafing und ab April 1995 zugleich General der Fernmeldetruppe. Ende März 2000 wurde er in den Ruhestand versetzt.

## Privates
Bader war verheiratet und hatte zwei Söhne. Nachdem seine Frau verstorben war, heiratete er ein zweites Mal. Er war römisch-katholisch.
Bader verstarb nach kurzer schwerer Krankheit am 7. April 2025 und wurde am Friedhof Murnau beigesetzt.

## Auszeichnungen
- Bundesverdienstkreuz am Bande[1]